# Expremiéři
Expremiéři jsou cyklus dokumentárních filmů, portrétů bývalých předsedů vlády České republiky, který natočili studenti dokumentaristiky FAMU. Od 21. října 2014 do 16. prosince 2014 jej s týdenní periodou vysílala Česká televize. Představuje osoby premiérů a jejich vládnutí od 90. let téměř do současnosti, tedy od Petra Pitharta po Petra Nečase.

## Produkce
Autory cyklu jsou studenti FAMU Apolena Rychlíková a Jakub Mahler. Cyklus vznikal převážně v roce 2013 v Tvůrčí skupině Kamily Zlatuškové v brněnském studiu České televize. Vzhledem k vývoji událostí byl v průběhu přípravy doplněn ještě poslední díl o Petru Nečasovi. Každý díl natáčel jiný režisér či režisérka (kromě dílů o Stanislavu Grossovi a Jiřím Paroubkovi). Rychlíková ke konceptu uvedla, že bylo někdy velmi těžké postavit se ostříleným matadorům české politiky a pokoušet se je kritizovat z pozice tvůrců mladé generace. Tři z premiérů se odmítli natáčení zúčastnit: Václav Klaus, Josef Tošovský a Petr Nečas. Autoři v jejich případě použili archiv České televize, rozhovory s jejich politickými kolegy a s novináři.

## Díly
| Č. v seriálu | Název                                  | Scénář a režie                | Premiéra na ČT     | Sledovanost (v milionech) |
| ------------ | -------------------------------------- | ----------------------------- | ------------------ | ------------------------- |
| 1            | Petr Pithart – Limity vládnutí         | Jaroslav Kratochvíl           | 21. října 2014     | —                         |
| 2            | Václav Klaus – Z Borotína až na Sněžku | Petra Nesvačilová             | 28. října 2014     | —                         |
| 3            | Josef Tošovský – Pilíř stability       | Viktor Portel                 | 4. listopadu 2014  | —                         |
| 4            | Miloš Zeman – Kronos český             | Robin Kvapil, Jan Strejcovský | 11. listopadu 2014 | —                         |
| 5            | Vladimír Špidla – Politický politik    | Martin Kohout                 | 25. listopadu 2014 | —                         |
| 6            | Stanislav Gross – Upřímně              | Jan Látal                     | 2. prosince 2014   | 0,285                     |
| 7            | Jiří Paroubek – 40 tváří               | Jan Látal                     | 9. prosince 2014   | —                         |
| 8            | Mirek Topolánek – Topoltropa           | Apolena Rychlíková            | 9. prosince 2014   | —                         |
| 9            | Jan Fischer – Hlavně slušně            | Ivo Bystřičan                 | 16. prosince 2014  | —                         |
| 10           | Petr Nečas – Pan Čistý                 | Lukáš Senft                   | 16. prosince 2014  | —                         |